# Giacomo Oreglia
Giacomo Stefano Oreglia, född 23 juni 1924 i Mondovì, Piemonte, död 9 november 2007 i Stockholm, var en italiensk-svensk författare och översättare.

## Biografi
Oreglia kom till Sverige 1949. Han blev  fil.mag. vid universitetet i Turin 1948 och hedersdoktor 1974 vid Stockholms universitet.
Oreglia var docent i litteratur- och teaterhistoria på Italienska kulturinstitutet i Stockholm och på Stockholms universitet. 2004 prisbelönades han av Svenska Akademien.
Oreglia skrev bland annat en monografi om commedia dell'arte och en biografi om Dante Alighieri.
Bland svenska författare han översatt till italienska kan nämnas August Strindberg, Gunnar Ekelöf, Erik Lindegren, Eyvind Johnson, Harry Martinson, Lars Forssell och Tomas Tranströmer.